# Christian Kunert

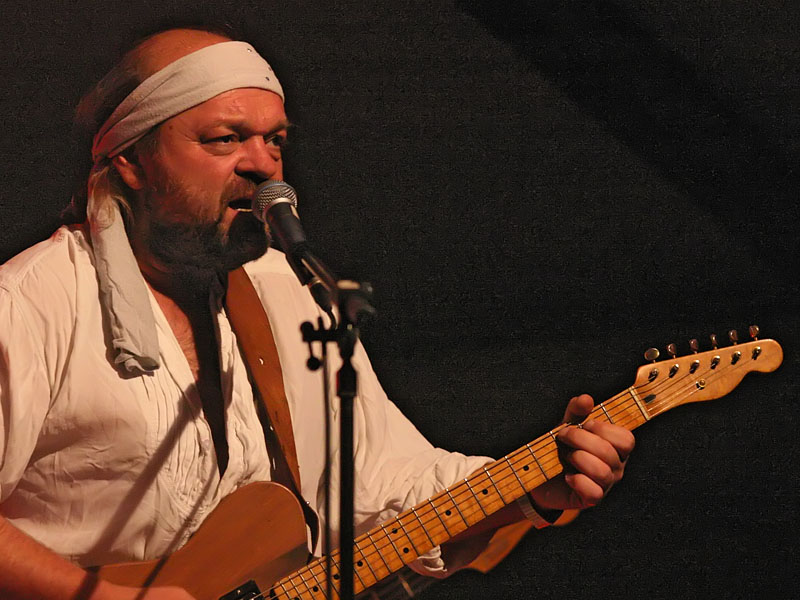
Christian Kunert bei einem Auftritt der Klaus Renft Combo 2003

Christian „Kuno“ Kunert (* 20. Mai 1952 in Leipzig) ist ein deutscher Liedermacher, Musiker und Schriftsteller.

## Leben
Kunerts Mutter war Konzertpianistin, sein Vater Arzt. Von 1961 bis 1965 war Christian Kunert Mitglied im Leipziger Thomanerchor. Als er wegen einer Blinddarm-Operation ins Krankenhaus musste, begeisterte ein Mitpatient ihn für Beat. Prompt gründete er 1964 seine erste Band The Little Stars. Der elterliche Keller wurde zum Probenraum umgestaltet und „Kuno“, wie er nun genannt wurde, ließ kaum eine Sendung des Beat-Club aus. Nach dem Abitur an der Thomasschule, das er trotz Nicht-Mitgliedschaft in der FDJ ablegen konnte, und einer gleichzeitigen Lehre als Betriebsschlosser nahm er ein Musikstudium auf. 1971 stieg er als Keyboarder bei der Klaus Renft Combo ein. Nach deren Verbot 1975 konnte er nur noch bei inoffiziellen Anlässen auftreten. Das tat er meist zusammen mit dem früheren Texter der Klaus Renft Combo Gerulf Pannach, gelegentlich zudem mit dem Schriftsteller Jürgen Fuchs und der Liedermacherin Bettina Wegner.
1976 nach ihren Protesten gegen die Ausbürgerung von Wolf Biermann wurden er, Fuchs und Pannach verhaftet und am 26. August 1977 unter Druck nach West-Berlin ausgebürgert, wo sie von der Stasi weiterhin observiert und verfolgt wurden.

„Wir sind nicht freiwillig nach Westberlin gekommen. Über ein dreiviertel Jahr hinweg versuchten wir den widerlichen Methoden der Staatssicherheit unsere feste Absicht entgegenzusetzen, dass wir in der DDR leben wollen, um dort als Künstler mitzuhelfen, eine fortschrittliche, menschenwürdige Gesellschaft zu verwirklichen. Ich wiederhole: In der DDR zu leben und nicht im Gefängnis zugrunde zu gehen.“

Mit ihrer Mischung aus Folk und Blues traten Pannach und Kunert anfangs recht erfolgreich im Westen auf, aber der große Durchbruch gelang ihnen nicht. Christian Kunert schrieb Musiken für Film, Fernsehen (unter anderem Tatort) und Theater. Er schrieb auch die Filmmusiken für Engel aus Eisen und Domino von Thomas Brasch. In Domino trat er kurz singend auf. 1988/89 war er musikalischer Leiter der Stachelschweine und arbeitete mit dem Kabarettisten Matthias Deutschmann zusammen.
Nach dem Fall der Mauer gaben Pannach und Kunert wieder verstärkt Konzerte, auch und gerade im Osten Deutschlands. Am 12. November 1989 gehörten beide zu den wenigen Musikern aus der DDR, die am Konzert für Berlin in der Berliner Deutschlandhalle teilnahmen. Anfang der 1990er Jahre schrieben Pannach & Kunert das Musical Das Totenschiff, nach dem gleichnamigen Roman von B. Traven. 1993 zog Kunert in den Oberharz und betrieb dort eine Pension.
Nach dem Tod von Gerulf Pannach 1998 trat Christian Kunert bis 2005 auch wieder mit der Klaus Renft Combo auf. Er kommentierte die Zusammenarbeit mit seinem Freund und Kollegen Pannach in der Texte-Edition von Salli Sallmann Als ich wie ein Vogel war. Er trat nun häufig bei Veranstaltungen zur Aufarbeitung der SED-Diktatur auf, unter anderem 2006 im Berliner Abgeordnetenhaus, in der Gedenkstätte Berliner Mauer und in der Gedenkstätte Berlin-Hohenschönhausen, dem ehemaligen Stasi-Gefängnis, in dem er 1976/77 gefangengehalten worden war. 2006 verlor Kunert sein Hörvermögen. Danach trat er erstmals wieder im April 2007 auf; er nahm an einer Lesung im Rahmen der Leipziger Museumsnacht teil. Seither trägt er bei seinen öffentlichen Auftritten fast ausschließlich neue Texte vor, die bereits auf zwei CDs vorliegen. Im Jahre 2017 veröffentlichte Kunert seinen Roman „Ringelbeats“.

## Diskografie

### Platten
- Fuchs, Pannach, Kunert: Für uns, die wir noch hoffen (CBS 1977)
- Pannach und Kunert live in Schweden: Sänger mot Rädslan (1978)
- Pannach und Kunert (CBS 1979)
- Pannach und Kunert: Fluche Seele, fluche (MOOD Records 1981) – 1996 als CD bei Nebelhorn/Buschfunk
- Pannach und Kunert live: Pretty Woman guck nicht so! (Bluesong 1991)

### CD
- Kuno und die Traellerasseln: Ich bau euch ein Lied (R-U-M Records 1998)
- Pannach und Kunert: Gib mir 'ne Hand voll Glück. Live 1977–1993 (Buschfunk 2000)
- Christian Kunert: Das muss Sie gar nicht interessieren. Ausschnitte aus einer Veranstaltung mit Christian KUNO Kunert zur Leipziger Museumsnacht am 21. April 2007 in der Runden Ecke (Marktkram 2007)[5]
- Pannach und Kunert: Sonne wie ein Clown (Wiederveröffentlichung einer Platte aus dem Jahr 1979), Bonus-DVD mit Film-Mitschnitten, Marktkram BF 07332 (2011)
- Pannach und Kunert: Fluche, Seele, fluche (Wiederauflage der 1981 beim Label MOOD erschienenen Platte)

### Hörbuch
- Immer wieder Stasi. Marktkram/Buschfunk 2007
- Für uns, die wir noch hoffen. Lieder von Gerulf Pannach & Christian Kunert. Prosa von Jürgen Fuchs. Leipzig 1976, West-Berlin 1977. Herausgegeben von Doris Liebermann und Bodo Strecke. Hörbuch, 3 CDs, Marktkram 2013